# Geoffrey Castillion
Geoffrey Castillion est un footballeur néerlandais, né le 25 mai 1991 à Amsterdam. Il évolue au poste d'attaquant avec le Persib Bandung en première division indonésienne.

## Biographie
Le 8 décembre 2014, Castillion et Dimitry Imbongo sont échangés contre Joe Nasco aux Rapids du Colorado.

## Palmarès
- Ajax Amsterdam
  - Champion des Pays-Bas en 2011

## Statistiques
| Saison    | Club                      | Pays       | Championnat        | Coupes nationales | Coupes d'Europe        | Pays-Bas |
| --------- | ------------------------- | ---------- | ------------------ | ----------------- | ---------------------- | -------- |
| 2010-2011 | Ajax Amsterdam            | Eredivisie | 1 match            | -                 | -                      | -        |
| 2011-2012 | RKC Waalwijk (prêt)       | Eredivisie | 28 matchs / 5 buts | 5 matchs / 2 buts | -                      | -        |
| 2012-2013 | Heracles Almelo (prêt)    | Eredivisie | 29 matchs / 3 buts | 3 matchs / 1 but  | -                      | -        |
| 2013-2014 | Ajax Amsterdam            | Eredivisie | -                  | -                 | -                      | -        |
| 2013-2014 | NEC Nimègue               | Eredivisie | 7 matchs / 2 buts  | 2 matchs          | -                      | -        |
| 2014-2015 | New England Revolution    | MLS        | 1 match            | -                 | -                      | -        |
| 2014-2015 | Universitatea Cluj        | Liga I     | 11 matchs / 1 but  | 2 matchs          | -                      | -        |
| 2015-2016 | Debrecen VSC              | NB I       | 14 matchs / 2 buts | 3 matchs / 1 but  | (C3) 4 matchs / 3 buts | -        |
| 2015-2016 | Puskás Akadémia FC (prêt) | NB I       | 8 matchs           | -                 | -                      | -        |
| 2016-2017 | Debrecen VSC              | NB I       | 7 matchs / 1 but   | -                 | (C3) 4 matchs          | -        |

Dernière mise à jour le 23/02/2017